# Linje M
Linje M er en speciel S-togslinje i København, der kører i forbindelse med sporarbejder og lignende. Den kører fra Hillerød Station via Hellerup Station og Nørrebro Station til København Syd Station. Den forbinder dermed Nordbanen og Ringbanen.
Linje M kørte første gang som en midlertidig linje fra 28. juli til 17. august 2014 i forbindelse med anlægsarbejder til Nordhavnsvej. Anden gang var fra 30. juni til 16. juli 2017, hvor der kørtes i forbindelse med sporarbejder. Tredje gang var tre aftener i juni 2024 og en weekend i juli 2024 i forbindelse med broarbejde ved Svanemøllen Station.
Der har tidligere eksisteret en almindelig linje M, der blev oprettet som supplering af linje F på Ringbanen 28. maj 1989. Den blev ændret til linje F+ 15. september 2002. Linjen blev indlemmet i linje F ved en reform af linjenettet 23. september 2007. Den er nærmere beskrevet i artiklen om linje F.

## Stationer
Linje M har følgende stationer på linjen, taget i rækkefølgen fra Hillerød Station til København Syd Station.
1. Hillerød Station (Endestation)
2. Favrholm Station
3. Allerød Station
4. Birkerød Station
5. Holte Station
6. Virum Station
7. Sorgenfri Station
8. Lyngby Station
9. Jægersborg Station
10. Gentofte Station
11. Bernstorffsvej Station
12. Hellerup Station
13. Ryparken Station
14. Bispebjerg Station
15. Nørrebro Station
16. Fuglebakken Station
17. Grøndal Station
18. Flintholm Station
19. KB Hallen Station
20. Ålholm Station
21. Danshøj Station
22. Vigerslev Allé Station
23. København Syd Station (Oprindeligt "Ny Ellebjerg". Endestation)

## Historie

### Forhistorie
Anlægsarbejder, renoveringer og lignende medfører jævnligt ændringer i trafikken på S-banen, hvor linjer må forlænges, forkortes, omlægges, deles eller indstilles. For eksempel er linje F flere gange blevet forlænget til Klampenborg, når linje C, der ellers kører dertil, har været forhindret. Men det er også sket af og til, at andre linjer har fundet vej til Ringbanen, hvor linje F normalt er alene. I april 1985 medførte udskiftning af en bro ved Nordhavn Station for eksempel, at linje E kom til at køre Hillerød - Hellerup - Vanløse - Frederiksberg.
En af de mere omfattende omlægninger fandt sted i perioden 29. juni til 5. august 2012. Her medførte anlægget af en tunnel for den kommende Nordhavnsvej, at der ikke kunne køre S-tog mellem Svanemøllen og Hellerup, hvilket berørte linje B, C og E. Her valgte man en noget usædvanlig løsning, hvor linje B fra Holte og linje E fra Hillerød omlagdes ad Ringbanens spor til Ny Ellebjerg (fra 2023 København Syd). Dvs. at linje B kørte Holte - Hellerup - Nørrebro - Ny Ellebjerg mandag-fredag i dagtimerne, mens linje E kørte Hillerød - Hellerup - Nørrebro - Ny Ellebjerg i hele driftstiden. Samtidig kørte der imidlertid også en anden linje B Buddinge - København H - Høje Taastrup i hele driftstiden. Resultatet blev at linje B kom til at krydse sig selv på Ryparken, der blev en stor skiftestation i perioden, mens linje E kom til at betjene den nedre del af Ny Ellebjerg i stedet for som normalt den øvre.
For at give plads til de ekstra linjer på Ringbanen indskrænkedes linje F til 20 minutters drift i hele perioden men forlængedes samtidig til Klampenborg til erstatning for linje C, der afkortedes til Svanemøllen.

### Linje M som midlertig linje
I 2014 betød arbejdet med Nordhavnsvej på ny stop for S-togskørsel mellem Svanemøllen og Hellerup fra 28. juli til 17. august. Denne gang valgte man imidlertid en lidt anden løsning end sidst. Man etablerede nemlig linje M som en midlertidig linje, der betjente Nordbanen i de tre uger i stedet for linje B og E, og som kørte Hillerød - Hellerup - Nørrebro - Ny Ellebjerg. Der kørtes med 10 minutters drift i dagtimerne og med 20 minutters drift om aftenen samt yderligere tre gange i timen Holte - Hellerup - Nørrebro - Ny Ellebjerg i dagtimerne. Om aftenen tirsdag og onsdag kørtes der dog togbusser mellem Gentofte og Hillerød, mens Banedanmark afprøvede et nyt signalsystem på strækningen. Linje B der erstattedes på Nordbanen kom til at køre Buddinge - København H - Høje Taastrup, mens linje E indstilledes i perioden. Linje F kørte imens med 20 minutters drift og forlængedes ligesom sidst til Klampenborg til erstatning for linje C, der afkortedes til Svanemøllen. Passagerer nordfra der skulle ind til byen eller omvendt skulle således skifte på Ryparken ligesom sidst.
I DSB's kundeblad Ud & Se begrundede Tania Leiton fra Trafikinformation valget af M som linjebogstav med, at der allerede havde været en linje M fra 1989 til 2002: "Det betyder, at vi allerede har skilte til de stationer, som endnu benytter klapskilte. Derved sparer vi penge og tid ved at genbruge skiltene. M var simpelthen allerede i systemet." Denne begrundelse var dog noget misvisende, for de sidste klapskilte (også kaldet flapskilte) var taget ud af brug på S-banen i de første måneder af 2014 og erstattet af elektroniske togviserskilte. Til gengæld havde og har 4. generations S-togene, der har kørt på S-banen siden 1996, stadig alle de daværende linjebogstaver på rullefilmene, herunder den første linje M.
I sommeren 2017 genopstod linje M på ny som en midlertidig linje fra 30. juni til 16. juli. Baggrunden var denne gang sporarbejder, der medførte en spærring af strækningen mellem Østerport og Svanemøllen (reelt Hellerup). Imens blev linje A delt ved hhv. Ryparken og Østerport, linje B afkortet til Østerport, Linje C til København H og linje Bx, E og H aflyst. Til betjening af Nordbanen indsattes linje M med samme linjeføring som sidst, Hillerød - Hellerup - Nørrebro - Ny Ellebjerg, mens linje F traditionen tro forlængedes til Klampenborg. Linje F og M havde hver især 10 minutters drift. Mellem Østerport og Hellerup kørte der togbusser.
I 2024 medførte en renovering af Svanemøllebroen, at S-togstrafikken måtte afbrydes ved Svanemøllen om aftenen 11. juni, 13. juni og 18. juni. Linje A blev afkortet til Østerport og linje C til Nordhavn, mens linje B blev afbrudt mellem Nordhavn og Ryparken. Linje F blev forlænget til Klampenborg til erstatning for linje C. Til betjening af Nordbanen indsattes de tre aftener på ny linje M Hillerød - Hellerup - Nørrebro - København Syd. Fra Nordhavn kørte der desuden to togbuslinjer til hhv. Hellerup og Ryparken.
I weekenden fra om aftenen 19. juli til og med 21. juli 2024 kørte linje M igen med samme linjeføring som følge af den fortsatte renovering af Svanemøllebroen. Linje A blev afkortet til København H, mens linje B kørte normalt. Linje C var i forvejen afbrudt mellem Valby og København H som følge af arbejde på broen for Toftegårds Allé ved Valby. I denne weekend kørte den imidlertid kun til Valby, mens linje F til gengæld kørte med 20 minutters drift mellem Hellerup og Klampenborg. Mellem kl. 20 og 10 fortsatte linje F dog til og fra København Syd.

## Kronologisk oversigt
| Perioder                | Linjeføring                                             | Bemærkninger                                        |
| ----------------------- | ------------------------------------------------------- | --------------------------------------------------- |
| 28-07-2014 - 17-08-2014 | København Syd - Flintholm - Hellerup - Holte - Hillerød | Nogle afgange kun til Holte i dagtimerne.           |
| 30-06-2017 - 16-07-2017 | København Syd - Flintholm - Hellerup - Holte - Hillerød |                                                     |
| 11-06-2024 - 18-06-2024 | København Syd - Flintholm - Hellerup - Holte - Hillerød | Kun om aftenen 11. juni, 13. juni og 18. juni 2024. |
| 19-07-2024 - 21-07-2024 | København Syd - Flintholm - Hellerup - Holte - Hillerød |                                                     |